# 朝日新聞の新党日本に関する捏造事件
朝日新聞の新党日本に関する捏造事件（あさひしんぶんのしんとうにっぽんにかんするねつぞうじけん）は、2005年に起きた朝日新聞の記事捏造事件である。朝日新聞社では虚偽メモ問題（きょぎメモもんだい）と呼んでいる。

## 事件概要
郵政民営化法案をめぐって8月8日に衆議院が解散され、各政党が総選挙に向けて動き出した時期に事件は起こった。
自由民主党の公認を得られなくなった亀井静香と当時の長野県知事である田中康夫が新党を立ち上げるという噂があり、朝日新聞東京本社は朝日新聞長野総局（長野市）に対して何か情報を得ていないか問い合わせた。これに対して長野総局の記者が取材をしていないのにもかかわらず、田中の過去の発言を元に虚像の取材メモを作成。このメモから、東京本社の政治部記者により亀井と田中が新党日本立ち上げに向けてどのような行動をとったのかについて書かれた8月21日朝刊の記事が作成された。
8月21日の記事では、亀井と田中が「長野県内で会談した」としていた。
8月23日の長野県知事定例会見で田中が、長野県内ではなくて「東京都内で会談」したのであり、記事が事実ではないことを指摘し発覚した。
8月29日に朝日新聞は記事に誤りがあることを認め、亀井と田中に謝罪した。長野総局の問題の記者は懲戒解雇された。また、30日朝刊に事件の経緯とおわびを掲載した。31日朝刊社説でも事件について述べている。前社長で朝日新聞社取締役相談役の箱島信一は日本新聞協会会長を10月中に辞任すると表明した。その後、2006年12月1日付けで、この事件などの不祥事をきっかけとして組織再編を行なった。また、「朝日新聞記者行動基準」を発表した。

## 行政連絡
田中は当初から、「亀井番」だった東京本社の政治部記者が亀井本人に確認すら行わずに長野総局へ裏取りを平然と指示した、朝日新聞の体質を物語る「行政連絡」の符牒で呼ばれている本社から支局への丸投げ取材体制の構造的問題が生んだ悲劇だと指摘している。
2005年10月20日にガラス張り知事室を訪れた広報・内部監査担当兼社長室長ら「幹部」4名に、「ミスは起こり得るだろう。だが、そのミスを検証する記事を書くのに、当事者で被害者の私にも亀井静香氏にも再取材せず、記事に2人のコメントすら1行も載らないのは理解し難い」と繰り返したのに、朝日新聞側は『その必要は無かった』の一点張り」だったと記している。

## 事件に対する反応
朝日新聞は捏造を認めた後、記者会見をせず報道各社に経緯を書いたファックスを送信しただけで済ませたため、その姿勢に批判が集中した。その後、対応の誤りを認めて謝罪した。
田中康夫への裏取り「行政連絡」を長野総局に出す一方で亀井静香には直接確認をせず、8月21日付け記事を出稿した「亀井番」記者だった曽我豪は一切の責任を問われずに政治部長へと昇進し、事件から15年後の2020年現在も編集委員を務めている点も問題視されている。

## 参考資料・出典
1. ↑  「東京ペログリ日記リターンズ」Vol.076　SPA! 扶桑社

- 齋藤憲・監修『企業不祥事事典』(日外アソシエーツ)